# 西保木間
西保木間（にしほきま）は、東京都足立区の町名。現行行政地名は西保木間一丁目から四丁目。住居表示実施済み区域。

## 地理
足立区の北部に位置し、北は埼玉県草加市谷塚、東は保木間、南は竹ノ塚、西に東伊興が隣接する。主に住宅地となっている。埼玉県との境界を毛長川が流れる。

### 地価
住宅地の地価は、2025年（令和7年）1月1日の公示地価によれば、西保木間1-18-12の地点で29万3000円/m2となっている。

## 歴史
かつての保木間村の西部にあたる。

### 沿革
- 1889年（明治22年）5月1日 - 市制町村制の施行により保木間村（飛地は綾瀬村に編入）、竹塚村、六月村、伊興村の4か村を統合し渕江村が発足。
- 1932年（昭和7年）10月1日 - 千住町、西新井町、梅島町、花畑村、舎人村、伊興村、江北村、綾瀬村、東渕江村とともに東京市へ編入され足立区となる。

## 世帯数と人口
2025年（令和7年）1月1日現在（足立区発表）の世帯数と人口は以下の通りである。
| 丁目           | 世帯数    | 人口     |
| -------------- | --------- | -------- |
| 西保木間一丁目 | 1,188世帯 | 2,136人  |
| 西保木間二丁目 | 1,994世帯 | 3,765人  |
| 西保木間三丁目 | 1,171世帯 | 2,085人  |
| 西保木間四丁目 | 1,284世帯 | 2,302人  |
| 計             | 5,637世帯 | 10,288人 |

### 人口の変遷
国勢調査による人口の推移。
| 年                 | 人口   |
| ------------------ | ------ |
| 1995年（平成7年）  | 11,400 |
| 2000年（平成12年） | 10,973 |
| 2005年（平成17年） | 11,151 |
| 2010年（平成22年） | 11,791 |
| 2015年（平成27年） | 10,713 |
| 2020年（令和2年）  | 10,585 |

### 世帯数の変遷
国勢調査による世帯数の推移。
| 年                 | 世帯数 |
| ------------------ | ------ |
| 1995年（平成7年）  | 4,226  |
| 2000年（平成12年） | 4,431  |
| 2005年（平成17年） | 4,803  |
| 2010年（平成22年） | 5,474  |
| 2015年（平成27年） | 5,093  |
| 2020年（令和2年）  | 5,348  |

## 学区
区立小・中学校に通う場合、学区は以下の通りとなる（2023年4月時点）。なお、足立区では学校選択制度を導入しており、区内全域から選択することが可能。ただし、小学校に関しては、2018年（平成30年）度から学区域または学区域に隣接する学校のみの選択になる。
| 丁目           | 番地                                          | 小学校                 | 中学校               |
| -------------- | --------------------------------------------- | ---------------------- | -------------------- |
| 西保木間一丁目 | 全域                                          | 足立区立渕江小学校     | 足立区立渕江中学校   |
| 西保木間二丁目 | 1番〜4番                                      | 足立区立渕江小学校     | 足立区立渕江中学校   |
| 西保木間二丁目 | 5番〜8番10号 8番22号〜9番11号 9番24号〜最終号 | 足立区立渕江小学校     | 足立区立竹の塚中学校 |
| 西保木間二丁目 | 8番11〜21号 9番12〜23号 10番以降              | 足立区立西保木間小学校 | 足立区立竹の塚中学校 |
| 西保木間三丁目 | 全域                                          | 足立区立西保木間小学校 | 足立区立竹の塚中学校 |
| 西保木間四丁目 | 全域                                          | 足立区立西保木間小学校 | 足立区立竹の塚中学校 |

## 事業所
2021年（令和3年）現在の経済センサス調査による事業所数と従業員数は以下の通りである。
| 丁目           | 事業所数  | 従業員数 |
| -------------- | --------- | -------- |
| 西保木間一丁目 | 55事業所  | 476人    |
| 西保木間二丁目 | 69事業所  | 475人    |
| 西保木間三丁目 | 28事業所  | 482人    |
| 西保木間四丁目 | 38事業所  | 332人    |
| 計             | 190事業所 | 1,765人  |

### 事業者数の変遷
経済センサスによる事業所数の推移。
| 年                 | 事業者数 |
| ------------------ | -------- |
| 2016年（平成28年） | 212      |
| 2021年（令和3年）  | 190      |

### 従業員数の変遷
経済センサスによる従業員数の推移。
| 年                 | 従業員数 |
| ------------------ | -------- |
| 2016年（平成28年） | 1,860    |
| 2021年（令和3年）  | 1,765    |

## 交通

### 鉄道
地区内に鉄道駅は無い。隣接する竹ノ塚にある東武伊勢崎線（東武スカイツリーライン）竹ノ塚駅が最寄り駅となっている。

## 施設
- 足立十全病院
- 東京都足立清掃工場
- 足立区立竹の塚中学校
- 足立区立渕江小学校
- 足立区立西保木間小学校
- 大乗院
- 渕江住区センター
  - 児童館
  - 老人館
  - 学童保育室
- 足立区老人会館

## その他

### 日本郵便
- 郵便番号 : 121-0812[3]（集配局 : 足立北郵便局[16]）。
- 西保木間四丁目の毛長川以北は橋が架かっていないので、埼玉県を経由しないと他の足立区内には行かれない。またこの地域は上下水道は東京都ではなく、草加市に支払っている。